# Micromia evelina
Micromia evelina là một loài bướm đêm trong họ Geometridae.